# 1959 en France
Chronologie de la France
- 1955
- 1956
- 1957
- 1958
- 1959
- 1960
- 1961
- 1962
- 1963

Cet article présente les faits marquants de l'année 1959 en France.

## Événements

### Janvier
- 1er janvier : première entrée en vigueur du Marché commun, avec la première baisse effective des droits de douane dans la construction de la CEE[1].
- 1er janvier-30 juin : la France préside le Conseil de la Communauté économique européenne[2].
- 2 janvier : ordonnance définissant l'unicité du budget de l’État. Le montant de l'ensemble des impôts et des dépenses sera voté chaque année par le parlement via une loi de finance[3].
- 3-4 janvier : Jean Lannelongue est assassiné devant sa « cave jazz » La Tournerie des Drogueurs à Toulouse par des truands venus le racketer[4].
- 6 janvier : réforme Berthoin ; la fin de la scolarité obligatoire est portée de 14 à 16 ans ; création des Collèges d'enseignement général (CEG)[5].
- 7 janvier : promulgation de l'ordonnance no 59-147 portant sur l'organisation de la défense. L'appareil de décision des forces militaires françaises est centralisé et concentré autour du président de la République[6].

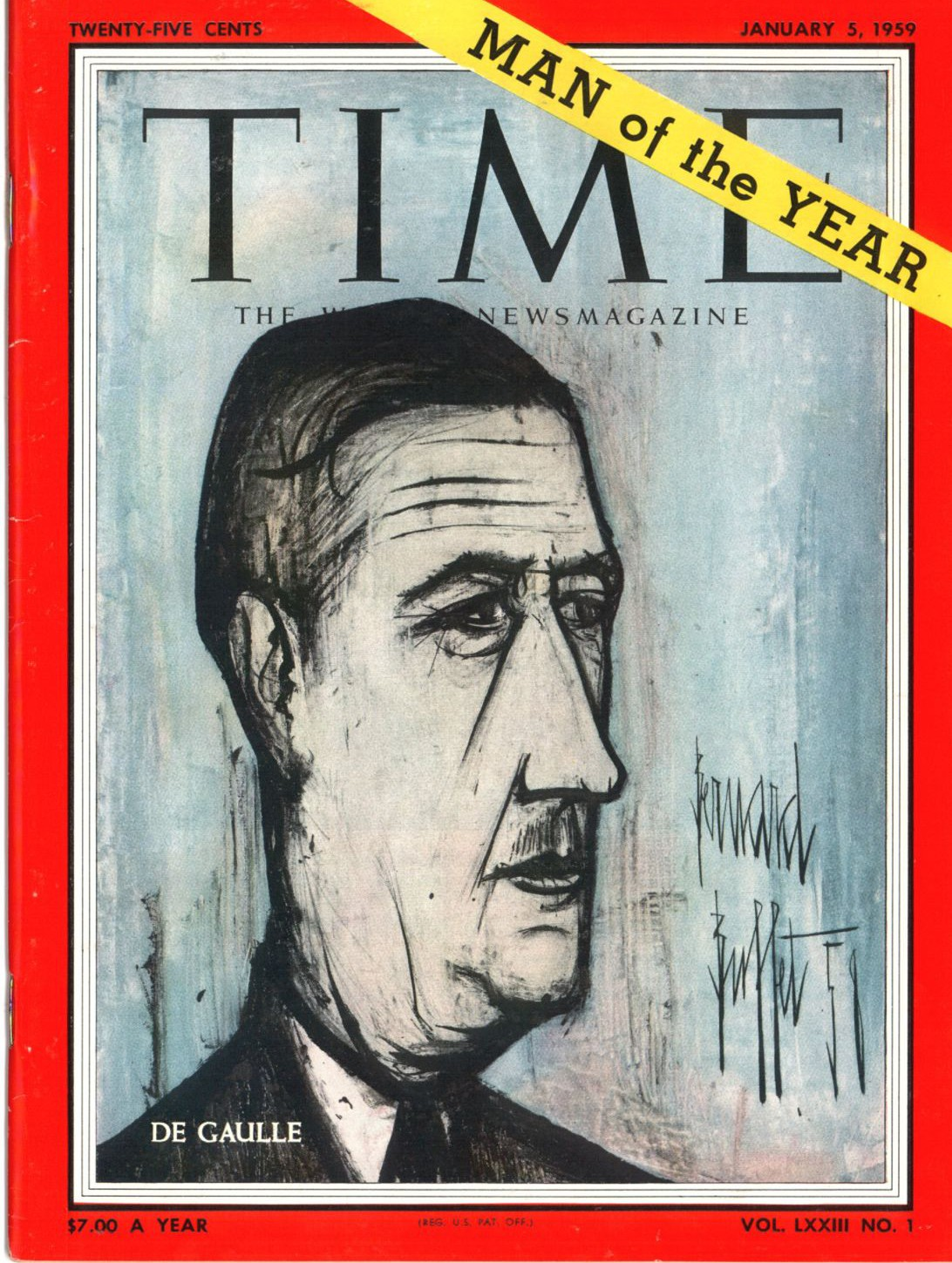
Charles de Gaulle dessiné par Bernard Buffet en une du Time, le 5 janvier 1959.

- 8 janvier : Charles de Gaulle devient officiellement, à 68 ans, le premier président de la Cinquième République pour sept années[7].
- 9 janvier :
  - Michel Debré Premier ministre (fin en avril 1962). André Malraux ministre des Affaires culturelles, créé à cette occasion[8].
  - lancement de Cinq colonnes à la Une, magazine de télévision de Pierre Lazareff, Pierre Dumayet, Pierre Desgraupes et Igor Barrère[9].
- 10 janvier : un article du Monde sur un policier arrêté pour détournement de mineures marque le début de l'affaire des ballets roses[10].
- 23 janvier : sortie du roman de Raymond Queneau Zazie dans le métro[11].
- 30 janvier : la vaccination antipolio devient obligatoire[12].

### Février
- 3 février : décret n° 59-212 relatif aux attributions du tout nouveau ministère de la Culture. André Malraux reçoit des prérogatives du ministre de l'Éducation nationale en ce qui concerne la direction générale des Arts et des Lettres, la direction de l'Architecture, la direction des Archives de France, les éléments des services du Haut-commissariat à la Jeunesse et aux Sports chargés des activités culturelles, les attributions du ministère de l'Industrie et du Commerce en ce qui concerne le Centre national de la cinématographie[13].
- 6 février : lancement par la France d’un plan militaire de grande envergure en Algérie, le plan Challe. L'armée française mène jusqu'en 1960 une série d'opérations contre les maquis FLN[14].
- 20 février :
  - Léon Noël est nommé président du Conseil constitutionnel par le général de Gaulle[15].
  - Gaston Monnerville est réélu président du Sénat[15].
- 22 février : les associations d’anciens combattants manifestent contre la suppression de la retraite de la salle Wagram à l'Étoile[16].

### Mars
- 2 mars : entrée en vigueur du code de procédure pénale[17].
- 8 et 15 mars : élections municipales[18].
- 11 mars : le Concours Eurovision de la chanson se déroule à Cannes[19].
- 17 mars : une directive gouvernementale annonce que la priorité absolue sera accordée à la réalisation de la force de frappe, au démarrage en série des Mirages IV, aux études de l'engin balistique[20].

### Avril

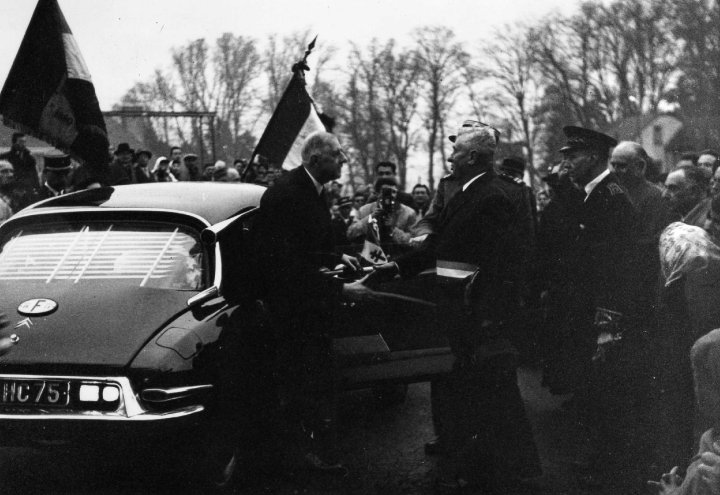
Le Général de Gaulle est accueilli par Claude Guyot à Arnay-le-Duc le 18 avril 1959.

- 26 avril : élections sénatoriales ; les gaullistes ne confirment pas leur victoire. Jacques Duclos, Gaston Defferre, Edgar Faure, François Mitterrand, battus aux élections législatives de novembre 1958, sont élus sénateurs[21].

### Mai
- 14 mai : création de l'enseigne d'hypermarchés Carrefour à Annecy[22].
- 17 et 18 mai : Paul Vergès fonde le Parti communiste réunionnais au port de la Pointe des Galets[23].
- 30 mai : début des travaux de percement du tunnel du Mont-Blanc du côté français[24] (ouvert en 1965).

### Juin
- 3 juin : sortie en salles du film de François Truffaut Les Quatre Cents Coups[25].
- 17 juin : premier vol du prototype Mirage IV-01 piloté par Roland Glavany sur la base de Melun-Villaroche ; le 20 juin, il est autorisé à effectuer un passage au-dessus du salon du Bourget devant le général de Gaulle[20].
- 24-28 juin : XVe congrès du Parti communiste français à Ivry-sur-Seine. Il préconise l'union avec les partis socialistes[26].

### Juillet
- 18 juillet : à Paris, Federico Bahamontes est le premier Espagnol à remporter le Tour de France[27].

### Août
- 27 - 31 août : le général De Gaulle fait sa première « tournée des popotes » pour expliquer aux officiers de l’armée française la nouvelle orientation de sa politique algérienne[28].

### Septembre
- 16 septembre : dans un discours radiotélévisé De Gaulle propose l’autodétermination aux « populations d’Algérie »[29].
- 17 septembre : création de la Société d'étude et de réalisation d'engins balistiques (Sereb)[30].
- 19 septembre : à la suite de la position de De Gaulle sur l'autodétermination, Roger Duchet, Georges Bidault et André Morice fondent à Paris un Rassemblement pour l'Algérie française[31].

### Octobre

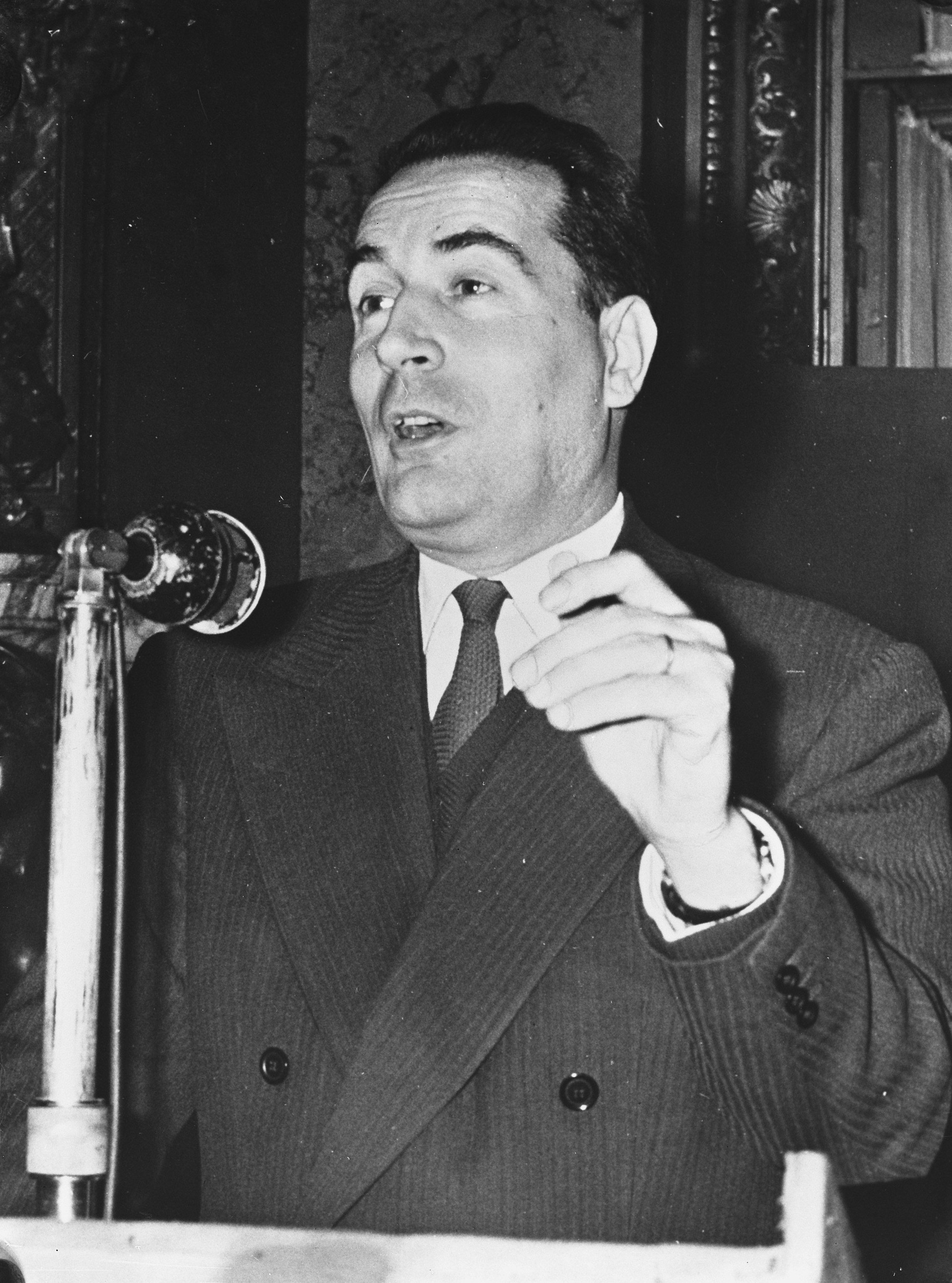
François Mitterrand en octobre 1959.

- 15 - 16 octobre : attentat de l'Observatoire contre François Mitterrand[15].
- 19 octobre : début de l'émission quotidienne « Salut les copains », de Daniel Filipacchi et Frank Ténot sur Europe 1[32].
- 29 octobre : première apparition d'Astérix dans le premier numéro du journal Pilote[33].

### Novembre
- 16 novembre : premier Congrès de l'UNR à Bordeaux ; Jacques Chaban-Delmas distingue un « secteur présidentiel » dans lequel il fait entrer l'Algérie, la Communauté, les Affaires étrangères et la Défense, du « secteur ouvert » qui se rapporte aux autres ministères[15].

### Décembre
- 2 décembre : le barrage de Malpasset sur les hauteurs de Fréjus cède et fait 423 morts[34].
- 20-22 décembre : émeutes en Martinique, réprimées par les forces de l'ordre[35]. Quatre morts (dont un policier).
- 21 décembre : réunion à Paris du général de Gaulle, d’Eisenhower, de Harold Macmillan (Premier ministre du Royaume-Uni) et du chancelier Konrad Adenauer qui proposent à Khrouchtchev une rencontre au sommet consacré aux rapports Est-Ouest, au désarmement et à la question allemande[36]. Les quatre décident de transformer l’OECE en OCDE[37].
- 28 décembre : 
  - loi budgétaire réformant en profondeur la fiscalité, visant à la rendre plus transparente. Elle institue l'amortissement dégressif des investissements et simplifie l’impôt sur le revenu en supprimant la taxe proportionnelle[38].
  - loi n°59-1472 portant réforme du contentieux fiscal et divers aménagements[39]. Institution du référé fiscal et création de sections fiscales dans les tribunaux administratifs.
- 30 décembre : le chanteur Johnny Hallyday participe à l'émission de radio « Paris-Cocktail », un concours pour chanteurs amateurs, enregistré en public au cinéma Marcadet Palace à Paris[40].
- 31 décembre : loi Debré sur les rapports entre l’État et l’enseignement privé. Les écoles privées sous contrat public doivent respecter les enseignements laïcs et républicains de l'Éducation nationale[41].

## Naissances en 1959
- 22 janvier : Didier Bourdon, acteur et réalisateur français ;
- 13 mars : Pascal Légitimus, acteur et réalisateur français ;
- 9 mai : Caroline Beaune, actrice française et fille de Michel Beaune († 24 juillet 2014) ;
- 14 mai : Patrick Bruel, chanteur et acteur français ;
- 20 mai : Daniel Darc, chanteur français († 28 février 2013) ;
- 22 juin : Nicola Sirkis: auteur-compositeur-interprète ;
- 15 juillet : 
  - Patrick Timsit, acteur, humoriste et réalisateur français ;
  - Vincent Lindon, acteur français ;
- 20 août : Renaud Marx, acteur français ;
- 14 novembre : Antoine Duléry, acteur français ;
- 20 novembre : Thierry Wermuth, acteur et directeur artistique.

## Décès en 1959
- 23 juin : Boris Vian, écrivain, chanteur et trompettiste.